# Alenia Aermacchi M-345
Alenia Aermacchi M-345 je jednomotorový podzvukový pokročilý cvičný letoun vyvinutý italskou společností Alenia Aermacchi. Sekundárně může sloužit jako též lehký bojový letoun. Slouží jak pro základní, tak pro pokročilý výcvik pilotů. Typ je komplexní modernizací cvičného letounu SIAI-Marchetti S.211A. Technologicky nejpokročilejší verzí tohoto typu je M-345 HET (High Efficiency Trainer). Letoun se má vyznačovat vysokými výkony a zároveň nízkými provozními náklady.

## Vývoj
Modernizací cvičného letounu S.211 vznikly dva technologické demonstrátory M-311 (imatrikulace I-PATS a I-JPAT). V červnu 2013 Itálie objednala vývoj cvičného letounu M-345 HET vycházejícího z M-311, který byl měl v letech 2017–2020 nahradit stávající letouny Aermacchi MB-339 italského letectva (bude také novým letounem akrobatické skupiny Frecce Tricolori). První let stroje M-345 HET, upraveného z prvního prototypu M-311 instalací nového motoru, proběhl 29. prosince 2016 na letišti Venegono Superiore ve Varese. Finální provedení M-345 se všemi vylepšeními mělo letovou premiéru 21. prosince 2018.

## Konstrukce
M-345 je lehký dvoumístný letoun. Pilot a instruktor sedí za sebou v tandemovém uspořádání na vystřelovacích sedadlech Martin-Baker IT16D. Má k dispozici plně digitální skleněný kokpit, vybavený multifunkčními digitálními displeji, systémem řízení HOTAS a průhledovým displejem (HUD). Celkově je kokpit podobný výkonnějšímu cvičnému stroji Alenia Aermacchi M-346 Master. Stroj je vybaven zatahovacím příďovým podvozkem. Pohání jej dvouproudový motor Williams International FJ44-4M-34.

## Uživatelé
- Itálie – Italská Aeronautica Militare objednala 18 kusů letounu, k červnu 2025 bylo doručeno 7 letounů.[4]

## Specifikace (M-345)

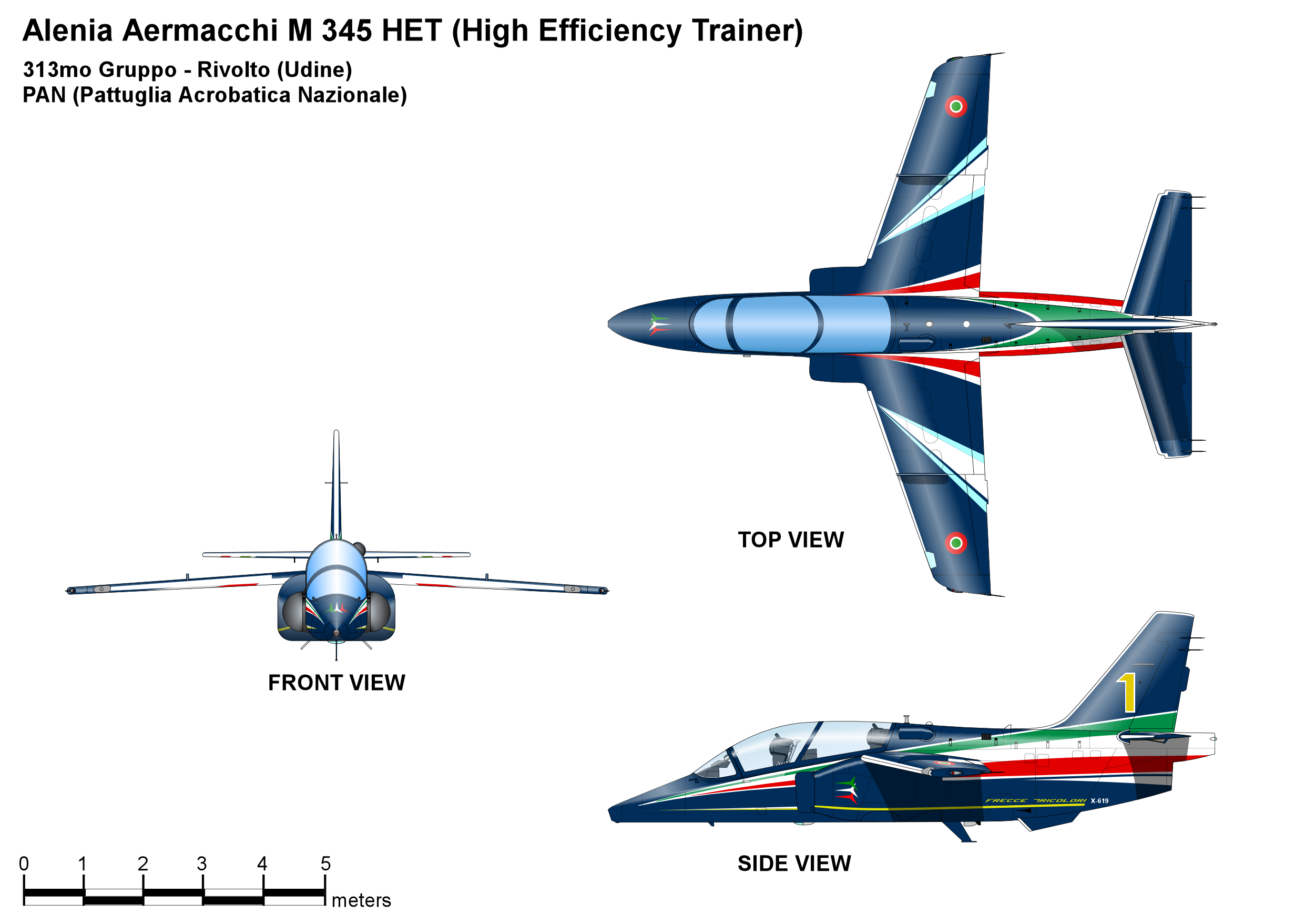
Alenia Aermacchi M-345 HET

### Technické údaje
- Posádka: 2 (instruktor a žák)
- Délka: 9,85 m
- Rozpětí: 8,47 m
- Výška: 3,74 m
- Nosná plocha: 12,6 m²
- Hmotnost prázdného stroje: 2350 kg
- Maximální vzletová hmotnost: 4500 kg
- Pohonná jednotka: 1× dvouproudový motor Williams International FJ44-4M-34
- Maximální tah: 15,2 kN
- Vnitřní objem paliva: 700 kg

### Výkony
- Maximální rychlost v 6100 m: 740 km/h
- Maximální rychlost u hladiny moře: 680 km/h
- Dolet 1410 km
- Dolet s přídavnými nádržemi: 1815 km
- Dostup: 12 190 m
- Násobky přetížení: +7/-3,5 g
- Stoupavost: 26,5 m/s

### Výzbroj
- Počet závěsníků: 4
- Nosnost výzbroje: 1000 kg